# Rhizorhina ampeliscae
Rhizorhina ampeliscae is een eenoogkreeftjessoort uit de familie van de Nicothoidae. De wetenschappelijke naam van de soort is voor het eerst geldig gepubliceerd in 1892 door Hansen.